# Вооружённые силы Аргентины
Вооружённые силы Аргентины (исп. Fuerzas Armadas argentinas) — совокупность войск Республики Аргентина, предназначенная для защиты свободы, независимости и территориальной целостности государства. Состоят из сухопутных войск, военно-морских и военно-воздушных сил. Призыв отменён с 1994 года.

## Состав вооружённых сил

### Сухопутные войска
Сухопутные войска Аргентины — один из видов вооружённых сил Аргентины. Регионально состоят из трёх оперативных командований — Северо-Западного, Северо-Восточного и Южного.

#### Состав
Сухопутные войска включают 3 штаба армейских корпусов, 11 бригад (2 бронетанковые, 4 механизированные, воздушно-десантная, пехотная для действий в джунглях, 2 горнопехотные, учебная), мотокавалерийский полк (эскорт президента), мотопехотный батальон, артиллерийская группа, 2 зенитно-артиллерийские группы, группа армейской авиации, инженерный батальон. Стратегический резерв включает танковую, механизированную и воздушно-десантную бригады, которые в повседневной обстановке подчинены штабам корпусов.

#### Вооружение
На вооружении сухопутных войск имеются 230 основных и 128 лёгких танков, 123 БМП, 123 БРМ, 518 БТР, 200 буксируемых и 20 самоходных орудий, 6 РСЗО, 1,760 миномётов, 600 ПТУР, 97 зенитных орудий, 80 ПЗРК, 44 самолёта и 53 вертолёта.